# Falene (film)
Falene è un film del 2009 diretto da Andrés Arce Maldonado e scritto da Andrej Longo.
È interpretato da Paolo Sassanelli e Totò Onnis.  

## Trama
Due quarantenni, vecchi amici si incontrano di notte per strada, ma questa notte non è come le altre. Devono incontrare qualcuno e dopo questo incontro potrebbero essere in grado di cambiare le loro vite tramite una rapina.

## Distribuzione
Il film è uscito nei cinema italiani il 28 ottobre 2011.